# Ланге, Фридрих Вихард
Фридрих Вихард Ланге (нем. Friedrich Wichard Lange; 20 мая 1826, Крампфер близ Перлеберга — 10 января 1884) — немецкий педагог.
Ученик (ещё по берлинской гимназии середины 1840-х гг.) и последователь Адольфа Дистервега. С 1848 г. преподавал в Гамбурге, как в средних учебных заведениях, так и частным образом. В 1866 г. после смерти своего учителя возглавил основанный им педагогический журнал «Rheinische Blätter für Erziehung und Unterricht». Подготовил новые, переработанные издания «Истории педагогики» (1873—1876) и «Истории воспитания и образования» (1883) Карла Шмидта, переиздание педагогических трудов Фридриха Фрёбеля.